# Johann Pöllandt
Johann Pöllandt (* um 1630; † März 1721 in Schongau) war ein deutscher Bildhauer. Mindestens 16 Jahre lang war er außerdem Bürgermeister von Schongau.

## Leben
Johann Pöllandt stammte aus Rottenbuch. Als Terminus ante quem für seine Geburt wird das Jahr 1632 angesetzt, da die ab diesem Jahr erhaltenen Taufmatrikeln von Rottenbuch keinen Eintrag zu seiner Taufe enthalten. Die früheren Bände dieser Matrikeln fielen offenbar dem Dreißigjährigen Krieg zum Opfer. Außerdem ist bekannt, dass Pöllandt mindestens 90 Jahre alt wurde. Man kann also mit einem Geburtsjahr um 1630 rechnen.
Bei wem er seine Ausbildung erhielt, ist nicht bekannt. In Frage kommt etwa der Bildhauer Mathias Müller aus Schongau, von dem noch eine Barockkrippe in Pfaffenhausen erhalten ist. Aber auch David Degler aus Weilheim könnte Pöllandts Lehrmeister gewesen sein.
Am 8. August 1667 heiratete er Maria Feuchtmayer (oder Feichtmayer), geb. Schmuzer. Dadurch wurde er der Schwiegersohn von Matthäus Schmuzer, Schwager der Künstler Johann, Mathias und Michael Schmuzer sowie der Catharina Schmuzer, die wenige Jahre später den Maler Bartholomäus Bernhardt heiratete. Ferner wurde er durch diese Eheschließung mehrfacher Stiefvater. Maria Feuchtmayer brachte nämlich etliche Kinder aus ihrer ersten Verbindung mit in die Ehe: 1657 hatte sie Michael Feuchtmayer geheiratet, mit dem sie 1660 den Sohn Franz Joseph bekommen hatte. Als sie mit dem siebten Kind ihres ersten Mannes schwanger war, starb dieser am 17. März 1666. Sein postum geborener letzter Sohn wurde später der fürstbischöfliche Konstanzer Hofmaler Johann Michael Feuchtmayer. Durch die Verbindung mit Maria Feuchtmayer wurde Pöllandt später auch Stiefgroßvater von Joseph Anton Feuchtmayer.

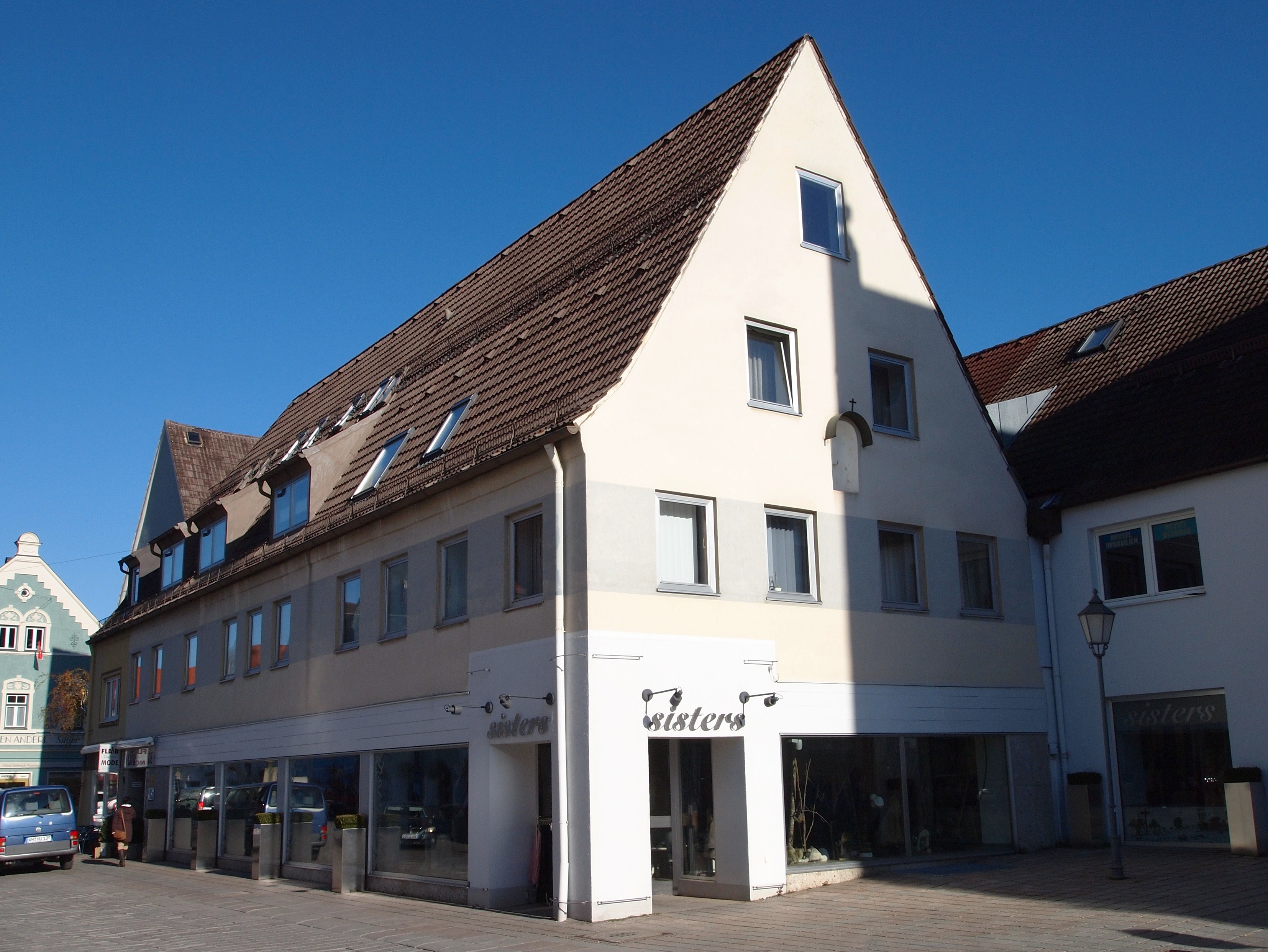
Marienplatz 18 in Schongau, das Wohnhaus der Familie Pöllandt

In den ersten Jahren der Ehe zwischen Maria Feuchtmayer und Johann Pöllandt kamen die drei Töchter Maria Elisabeth (* 1668), Priska (* 1669) und Maria Regina (* 1672) zur Welt. Die Familie lebte zu dieser Zeit in Wessobrunn. 1775 zog sie nach Schongau um, wo Pöllandt das Bürgerrecht für die ganze Familie und außerdem ein Haus kaufte: Das Gebäude Marienplatz 18 kostete ihn 550 Gulden und die Zusicherung, einen Sohn des Vorbesitzers, Hans Urban Mayr, unentgeltlich in die Lehre zu nehmen. Auch einen Teil der Gebühr für das Bürgerrecht, die insgesamt 50 Gulden betrug, zahlte Pöllandt nicht bar, sondern er verpflichtete sich, eine neue Brunnensäule samt Marienbild im Gegenwert von 20 Gulden herzustellen.
Pöllandt kaufte oder tauschte in den nachfolgenden Jahrzehnten häufiger Grundstücke oder Immobilien in Schongau. Das Haus am Marienplatz behielt er aber als Wohnsitz der Familie bei und stattete es unter anderem mit einer Pietà im Giebel des Gebäudes sowie einer Stuckdecke und einem Deckenbild in Ölmalerei aus. Das Gebäude ist in verändertem Zustand erhalten geblieben.
Am 14. Juli 1677 wurde der Sohn Johann Ignaz in Schongau geboren, möglicherweise Pöllandts jüngstes Kind; am 1. Juli 1717 wurde seine Ehefrau, die im Alter von 85 Jahren gestorben war, bestattet.
Pöllandt war etwa von 1700 bis 1716 Bürgermeister von Schongau. In dieser Eigenschaft musste er am 28. August 1703 zum General Graf von Arco nach Landsberg reisen, wobei es um die Aushebung von Truppen ging, und gelangte 1704 mit Husarengeleit zum Schutz vor Feinden nach München.

## Werke
Zu den wichtigsten Werken Pöllandts gehört der Hochaltar der katholischen Pfarrkirche St. Sylvester in Emmingen-Liptingen. Dieser Altar stand einst im ehemaligen Benediktinerinnenkloster Amtenhausen, in das Pöllandts Tochter Priska im Jahr 1686 eintrat. Drei Jahre später trat auch deren jüngere Schwester Maria Regina Pöllandt in dieses Kloster ein; sie wurde 1727 zur Äbtissin gewählt.
Insgesamt sind knapp dreißig Werke Pöllandts archivalisch belegt, zahlreiche weitere Arbeiten werden ihm zugeschrieben. Eva Christina Vollmer nennt als typische Merkmale für Pöllandt-Figuren in die Höhe gerichtete große Zehen, gespreizt und theatralisch gestikulierende Hände, deren Daumen auf der Höhe des Nagels dicker werden, hohe und breite Stirnen mit Höckern am Augenbrauenansatz, deutlich ausgearbeitete Wangen- und Kinnknochen, häufig leicht geöffnete Münder, in denen die Zahnreihe zu erkennen ist, und Gewänder, die sich den sehr natürlich und vielfältig dargestellten Bewegungen der Figuren anpassen und oft kunstvolle Knoten und Schüsselfalten aufweisen.

### Archivalisch belegte Werke
| Jahr      | Ort                       | Werk(e) | Bild |  |
| --------- | ------------------------- | --- | ---- |  |
| 1659      | Schongau                  | Heiligkreuzkapelle: Bauüberschlag und Modell für die Stuckierung des Langhauses (nicht ausgeführt)                                      |      |  |
| 1669      | Andechs                   | Benediktinerklosterkirche: Bildhauerarbeiten in Kirchengängen und zwei Oratorien (nicht erhalten)                                       |      |  |
| 1671/72   | Pfaffenhofen              | Stadtpfarrkirche St. Johannes Baptist: Apostelfiguren und Maria                                                                         |      |  |
| 1674      | St. Coloman bei Schwangau | Wallfahrtskirche St. Coloman: Hochaltarfiguren Rochus und Sebastian                                                                     |      |  |
| 1675      | Schongau                  | Marienplatz: Brunnensäule und Marienfigur (nicht erhalten)                                                                              |      |  |
| 1684/85   | Stötten am Auerberg       | Pfarrkirche St. Peter und Paul: Krippenfiguren und Altar für die St.-Castulus-Kapelle (nicht erhalten)                                  |      |  |
| 1685      | Schongau                  | Stadtpfarrkirche Mariä Himmelfahrt: Ausbesserung von Standfiguren am Heiligkreuzaltar (nicht erhalten)                                  |      |  |
| 1686      | Schongau                  | Heiligkreuzkapelle: Hochaltarfiguren Maria und Johannes                                                                                 |      |  |
| 1687      | Villingen                 | ehem. Reichsstift St. Georgen: Beratende Funktion bei der Planung des Kirchenneubaus                                                    |      |  |
| 1688      | Emmingen ab Egg-Liptingen | Pfarrkirche St. Silvester: Hochaltar (ursprünglich Benediktinerinnenklosterkirche Amtenhausen)                                          |      |  |
| 1690      | Kinsau                    | Pfarrkirche St. Matthäus: Matthäus (nicht erhalten)                                                                                     |      |  |
| 1690      | Apfeldorf                 | Heiliggeistpfarrkirche: Seitenaltar (nicht erhalten)                                                                                    |      |  |
| 1690      | Schwabniederhofen         | Pfarrkirche Heilig Kreuz: Tabernakel (nicht erhalten)                                                                                   |      |  |
| 1690      | Schongau                  | Gumpersaul auf einen Galtbrunnen |      |  |
| 1690/92   | Bertoldshofen             | Kapelle St. Rochus: Stuckaturen (nicht erhalten) und Kreuzigungsgruppe mit Maria und Johannes, Rochus (mittlerweile in der Pfarrkirche) |      |  |
| um 1691   | Gräfelfing                | Pfarrkirche St. Stephan: Hochaltar |      |  |
| 1691/92   | Schongau                  | Heiligkreuzkapelle: Stuck und Apostelkreuze (nicht erhalten)                                                                            |      |  |
| 1696      | Schongau                  | Figuren, Postamente und Säulen für drei Brunnen (nicht erhalten), Arbeiten am Kachelofen in der Ratsstube (nicht erhalten)              |      |  |
| 1697      | Schongau                  | Friedhofskapelle St. Sebastian: Hochaltarfiguren Benno, Rochus, Sebastian, zwei Engelein                                                |      |  |
| 1698      | Schongau                  | Heiliggeistspitalkirche St. Erasmus: Apostelzyklus mit Maria und Salvator (mittlerweile in der Stadtpfarrkirche)                        |      |  |
| 1700      | Kaufbeuren                | Stadtpfarrkirche St. Martin: Hochaltarfiguren Konrad und Ulrich (nicht erhalten)                                                        |      |  |
| 1704      | Schongau                  | Stadtpfarrkirche Mariä Himmelfahrt: Fronleichnams-Altar (nicht erhalten)                                                                |      |  |
| 1708      | Schongau                  | Lechtor: Christusfigur und vier Engel (nicht erhalten)                                                                                  |      |  |
| 1708/09   | Salem                     | ehem. Zisterzienser-Reichsabtei: Stuckaturen im Kaisersaal (in Zusammenarbeit mit Franz Joseph Feuchtmayer)                             |      |  |
| nach 1708 | Mainwangen                | Pfarrkirche St. Peter und Paul: gesamter Figurenschmuck                                                                                 |      |  |
| 1713/14   | Kinsau                    | Pfarrkirche St. Matthäus: Stuck und Apostelkreuze                                                                                       |      |  |
| 1716      | Kinsau                    | Pfarrkirche St. Matthäus: 18 Kapitelle zum Chorgestühl und zwei Kapitelle für das Sakristeiportal                                       |      |  |

### Zugeschriebene Werke
| Jahr                | Ort             | Werk(e) | Bild |  |
| ------------------- | --------------- | --- | ---- |  |
| um 1659             | Klosterlechfeld | Wallfahrtskirche Maria Hilf: Apostelzyklus |      |  |
| 1660/70             | Peiting         | Wallfahrtskirche Maria Egg: Apostelzyklus, Kanzelfiguren, zwei Putten bei einer Kreuzigungsgruppe                                                            |      |  |
| um 1670/75          | Uttenhofen      | Kirche St. Sebastian: Pietà |      |  |
| um 1670/80          | Nürnberg        | Germanisches Nationalmuseum: Kreuzigungsgruppe |      |  |
| um 1675/76          | Ilgen           | Wallfahrtskirche Mariä Heimsuchung: Dachungsengel am Hochaltar                                                                                               |      |  |
| um 1675             | Auerberg        | Kirche St. Georg: Figurengruppe mit dem Drachenkampf des hl. Georg                                                                                           |      |  |
| um 1675             | Schongau        | Marienplatz 18: Pietà im Giebel und Stuckdecke im 1. Obergeschoss                                                                                            |      |  |
| um 1675/80          | Trauchgau       | Pfarrkirche St. Andreas: Sebastian und Andreas |      |  |
| um 1680             | Amberg          | Pfarrkirche Mariä Heimsuchung: Hochaltarfiguren Katharina und Barbara, Sebastian                                                                             |      |  |
| um 1680             | Remnatsried     | Pfarrkirche St. Thomas und Afra: Hochaltarfiguren Joseph und Ignatius (?), Papst und Bischof (Werkstattarbeiten), Johannes Evangelista                       |      |  |
| um 1680             | Peiting         | Pfarrkirche St. Michael: Seitenaltarfiguren Andreas, Jakobus, Barbara, Katharina                                                                             |      |  |
| um 1680/81          | Burggen         | Pfarrkirche St. Stephan: Stephanusfigur im Hochaltar |      |  |
| um 1680/81          | Burggen         | Filialkirche St. Anna: Magnusfigur im linken Seitenaltar (Werkstattarbeit)                                                                                   |      |  |
| um 1682             | Leuterschach    | Wallfahrtskirche St. Magnus: Hochaltarfiguren Kolumban und Gallus                                                                                            |      |  |
| um 1682/83          | Schongau        | Heiliggeistspitalkirche: Stuckdekoration |      |  |
| 1686                | Rottenbuch      | Augustinerchorherrenstiftskirche: Pietà in der Vorhalle |      |  |
| um 1690             | Apfeltrang      | Pfarrkirche St. Michael: Schmerzhafte Muttergottes |      |  |
| um 1690/1700        | Schwabsoien     | Pfarrkirche St. Stephan: Ulrich, Afra und Katharina |      |  |
| 1693                | Auernberg       | Kirche St. Georg: Seitenaltarfiguren Antonius und Joseph |      |  |
| um 1695             | Stöttwang       | Pfarrkirche St. Gordian und Epimachus: Figuren der Kirchenpatrone und Muttergottes mit dem Jesusknaben auf einer Prozessionsstange, evtl. auch Vortragekreuz |      |  |
| um 1700             | Altusried       | Pfarrkirche St. Blasius und Alexander: Hochaltarfiguren der Kirchenpatrone                                                                                   |      |  |
| um 1700             | Bertoldshofen   | Pfarrkirche St. Michael: Petrusfigur in einer Turmnische (Werkstattarbeit)                                                                                   |      |  |
| um 1700             | Biessenhofen    | Kanzelfiguren aus Altdorf (Werkstattbeteiligung) |      |  |
| 1713/14 oder früher | Kinsau          | Pfarrkirche St. Matthäus: Figurengruppe Anna selbdritt |      |  |
|                     | Immenhofen      | Filialkirche St. Nikolaus: Pietà |      |  |
|                     | Hochenfurch     | Pfarrkirche Mariä Himmelfahrt: Barbara |      |  |
|                     | Bertoldshofen   | Pfarrkirche St. Michael: Chorfiguren Ulrich und Afra |      |  |
|                     | Hohenpeißenberg | Pfarrkirche Mariä Himmelfahrt: Seitenaltarfiguren Maria und Joseph mit Jesuskind, Barabara, Heiland an der Geißelsäule, Kruzifixus                           |      |  |
|                     | Beckstetten     | Pfarrkirche St. Agatha: Kruzifixus (?) |      |  |
|                     | Eldratshofen    | Filialkirche St. Johannes Baptist: Kruzifixus (?) |      |  |